# Geno Studio
Geno Studio, Inc. (株式会社ジェノスタジオ, Kabushiki-gaisha Jeno Sutajio) é um estúdio de animação japonês subsidiário da produtora de animação Twin Engine.
Em 2015, o produtor anterior de Noitamina da Fuji TV, Kōji Yamamoto, fundou o estúdio depois que ele criou sua própria produtora, Twin Engine, em 2014. Geno Studio é uma subsidiária completa da Twin Engine, e a maioria de sua equipe veio do  extinto estúdio Manglobe.

## Séries de anime
| Título                    | Diretor(es)       | Data de lançamento   | Data de término        | Episódio | Nota                                        | Referência |
| ------------------------- | ----------------- | -------------------- | ---------------------- | -------- | ------------------------------------------- | ---------- |
| Kokkoku: Moment by Moment | Yoshimitsu Ohashi | 7 de janeiro 2018    | 25 de março de 2018    | 12       | Adaptação do mangá escrito por Seita Horio  | [ 2 ]      |
| Golden Kamuy              | Hitoshi Nanba     | 9 de abril de 2018   | 21 de dezembro de 2020 | 36       | Adaptação do mangá escrito por Satoru Noda  | [ 3 ]      |
| Pet                       | Takahiro Omori    | 6 de janeiro de 2020 | 30 de março de 2020    | 13       | Adaptação do mangá escrito por Ranjō Miyake | [ 4 ]      |

## OVAs
- Golden Kamuy (2018–2020)[5]

## Filmes
- Genocidal Organ (2017, adquirido do estúdio Manglobe)[1]

## ONAs
- Star Wars: Visions - Lop & Ochō (2021)[6]